# Īles pagasts
Īles pagasts er en territorial enhed i Auces novads i Letland. Pagasten havde 482 indbyggere i 2010 og omfatter et areal på 76,57 kvadratkilometer. Hovedbyen i pagasten er Īle.